# Torres (Zaragoza)
Torres o Torres de Perejiles es una pedanía española del municipio de Calatayud, perteneciente a la provincia de Zaragoza, en la comunidad autónoma de Aragón.

## Geografía
La localidad es atravesada por la carretera autonómica A-1504 y por el río Perejiles.

## Historia
Hacia mediados del siglo XIX, el lugar, ya por entonces perteneciente a Calatayud, tenía contabilizada una población de 200 habitantes. Aparece descrito en el decimoquinto volumen del Diccionario geográfico-estadístico-histórico de España y sus posesiones de Ultramar de Pascual Madoz con las siguientes palabras:

TORRES: l. con alc. p. considerado como barrio de Calatayud (1 leg.), cabeza del aprt. jud., prov. y aud. terr. de Zaragoza (14), c. g. de Aragon, y dióc. de Tarazona (id): sit. al S. de Calatayud sobre un cerro: le baten los vientos del N. y S., gozando de un clima saludable. Tiene 40 casas; igl. parr. (San Martin ob.) servida por un párroco vicario perpétuo de entrada, de provision ordinaria, prévio concurso; una ermita dedicada á San Roque sit. en un cerro redondo, y un cementerio inmediato al pueblo. Carece de térm. y pertenece á la jurisd. municipal de Calatayud: sus confrontaciones son por N. Calatayud; E. Sediles; S. Belmonte, y O. Paracuellos: comprende el monte llamado del Rato y la sierra de Vicor con matas bajas, y algunas canteras de cal y yeso. El terreno es en parte secano y en parte de regadío fertilizado por el r. Peregil. caminos la carretera de Calatayud á Valencia en mediano estado. El correo se recibe de Calatayud por balijero. prod.: trigo, cebada, centeno, avena, vino, cáñamo, patatas y judias; y mantiene ganado lanar. ind.: la agrícola. pobl.: 40 vec., 200 alm. riqueza y contr.: con Calatayud (V.).
(Madoz, 1849, p. 100)

En 2023, la entidad singular de población de Torres tenía empadronados 63 habitantes, 59 de ellos en el núcleo de población de ese nombre y 4 en diseminado.